# Klanjec
Klanjec is een stad en gemeente in Kroatië, in de provincie Krapina-Zagorje. In 2001 telde de gemeente Klanjec 3234 inwoners, waarvan 562 in de stad zelf. De bevolking bestond toen voor 98 % uit Kroaten. Klanjec ligt naast de provinciale weg 205.